# 한국의 도교
한국의 도교(영어:Taoism in Korea)는 한국에서 전개된 도교이다. 도교는 종교 교단 체제를 갖춘 교단 도교와 그렇지 않은 민중 도교로 나눌 수 있는 데 한국의 도교도 역시 이런 관점에서 개관할 수 있으며, 이 문서는 그러한 개관을 제공하고 있다. 또한 이 문서는 교단 도교와 민중 도교의 측면에서 시대순으로 한국의 도교 역사를 다루고 있다.
한국에서 전개된 도교 사상과 의식에 대해서는 각각 별도의 문서인 한국의 도교 사상과 한국의 도교 의식에서 다루고 있다.

## 개설

### 교단 도교와 민중 도교

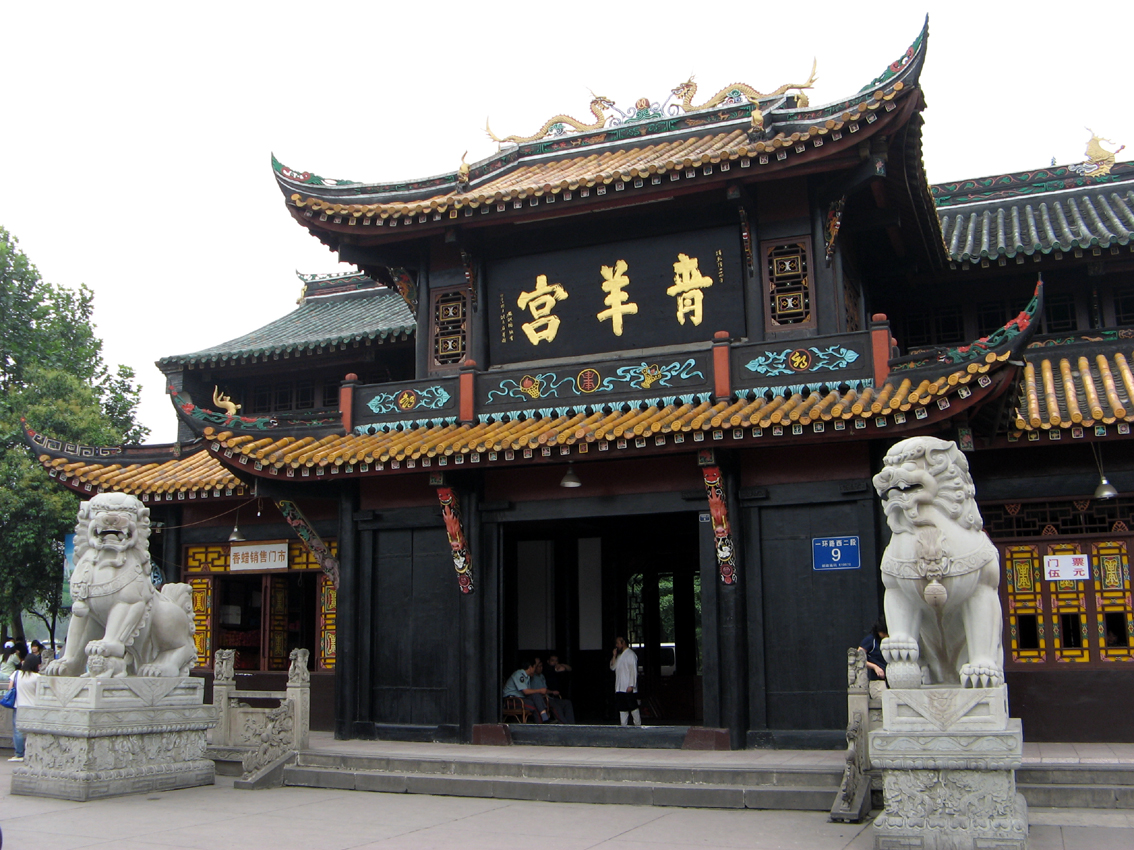
청양궁(青羊宫): 중국 청나라 때 개창된 도관으로 중국에서 가장 유명한 도관들 중의 하나이다

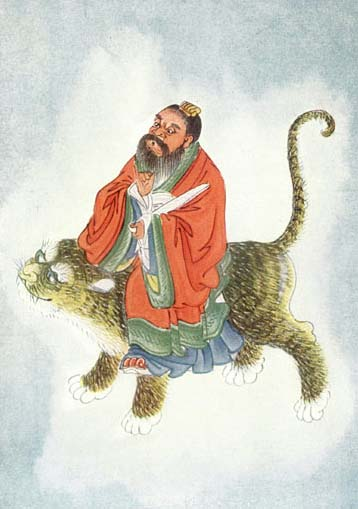
오두미도의 창시자인 장릉(34~156)

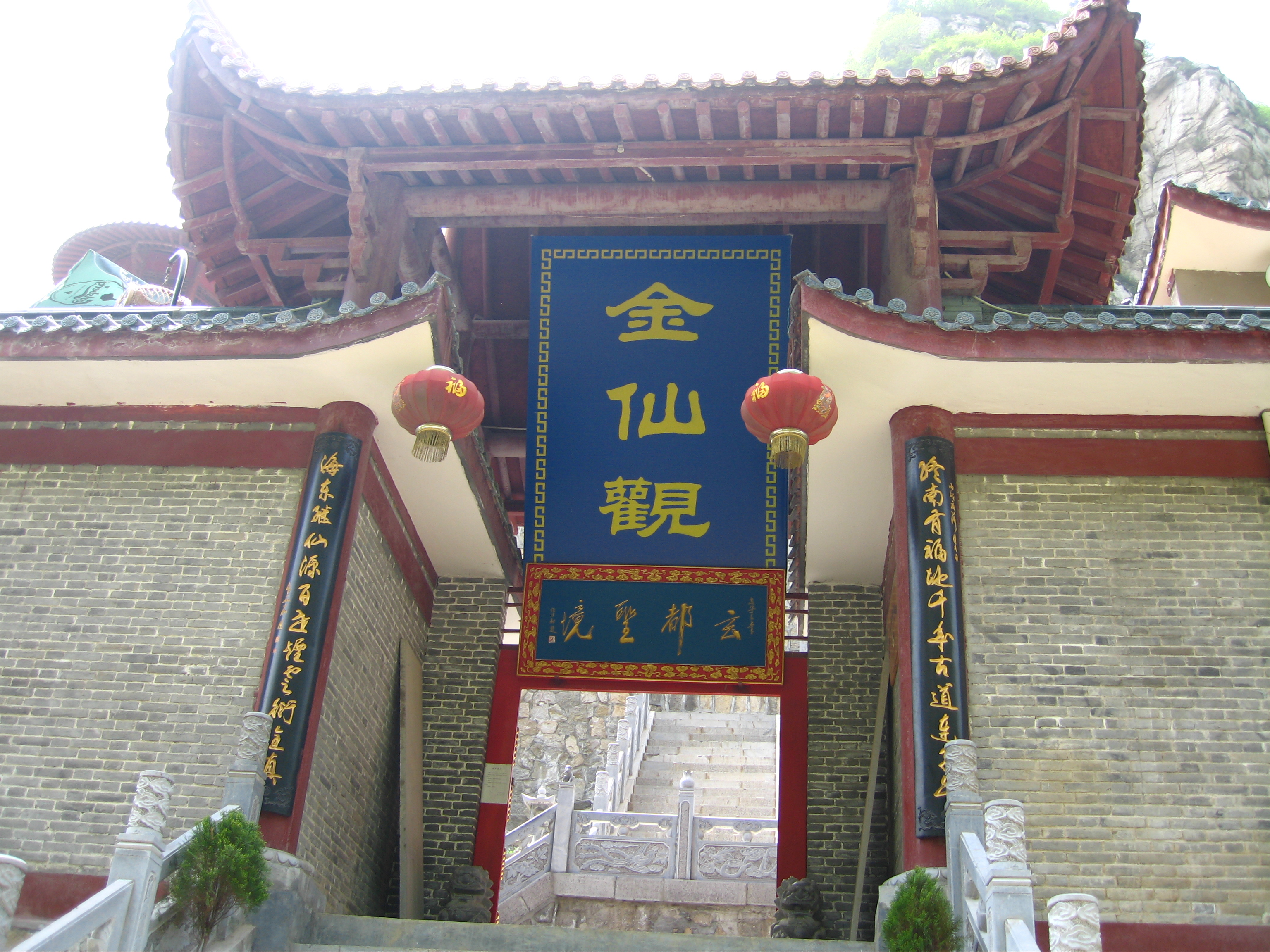
한국도교조정 금선관

도교는 종교 교단 체제를 갖춘 교단 도교와 그렇지 못하고 민간 사이에서 풍속적으로 신앙되는 민중 도교로 크게 나눌 수 있다. 교단 도교는 경전으로서의 《도장》, 사원으로서의 도관, 승려로서의 도사 또는 여관(女冠: 여자 도사)이 있고, 도사가 자기들의 주장이나 주의에 의해서 각기 종파를 세우고 또 그 종파에서 분파로 분립하는 체제와 조직을 구비한 것이다. 이러한 교단 도교가 한국에서 창교되었는지에 대해서는 매우 의심스럽다.

### 도교의 고구려 전래
《삼국유사》에 오두미교 또는 오두미도가 고구려 영류왕 7년(624년)에 중국 당나라(618~907)로부터 고구려(기원전 37~기원후 668)에 도입되었다는 기록이 있으나 과연 이 오두미교가 도교 교단이었는지는 매우 의심스럽다. 설사 이 오두미교가 교단적이었다고 하더라도 그것은 중국의 장릉(34~156)이 창교한 오두미도가 될 수 없다. 왜냐하면 장릉은 후한(25~220)의 광무제(재위 6~57) 때에 탄생하였고, 그가 효순제(재위 125~144) 때인 142년에 창교한 오두미도가 그의 사후에 위의 조조(155~220)에 의해서 토벌되고 그 후 장성(張盛)에 의해서 천사도로 개칭되어 계승됨으로써 교지를 바꾸었기 때문이다.
당나라(618~907) 시대의 도교는 장릉(34~156)이 창교한 최초의 오두미도가 주장한 부록파(符箓派)적인 질병 구축과는 달리 도교와 불교의 일치설 또는 도교 · 불교 · 유교의 삼교 동근설(三敎同根說)뿐만이 아니라 《좌망론(坐忘論)》이나 《현강론(玄綱論)》을 펼칠 정도로 도교의 철리를 정리한 것이었다. 그뿐만 아니라 당나라 시대에서 신임을 얻은 도교 종파는 동진(317~420) 시대에 갈홍(283~343?)이 세웠던 모산파였다.
위의 사항을 고려할 때 한국에 최초로 도입되었다는 오두미교는 장릉(34~156)의 오두미교가 아니었음을 짐작하게 한다. 그리고 고구려(기원전 37~기원후 668)의 연개소문(603~663)이 국왕인 보장왕(재위: 642~668)에게 드린 청으로 당나라(618~907)의 도사 숙달 등 8명이 고구려로 와서 불교의 사찰에 머물면서 도덕경을 강의하였다고 하나, 그 사찰이 도관에 소속되고 또한 거기에 결사체를 이룬 도교 신자들이 있었는지 여부는 알 수 없다. 또한 《도덕경》을 강의하였다고는 하나 그 경만이 《도장》으로 쓰였다고 생각되지는 않는다.

### 고려와 조선의 교단 도교

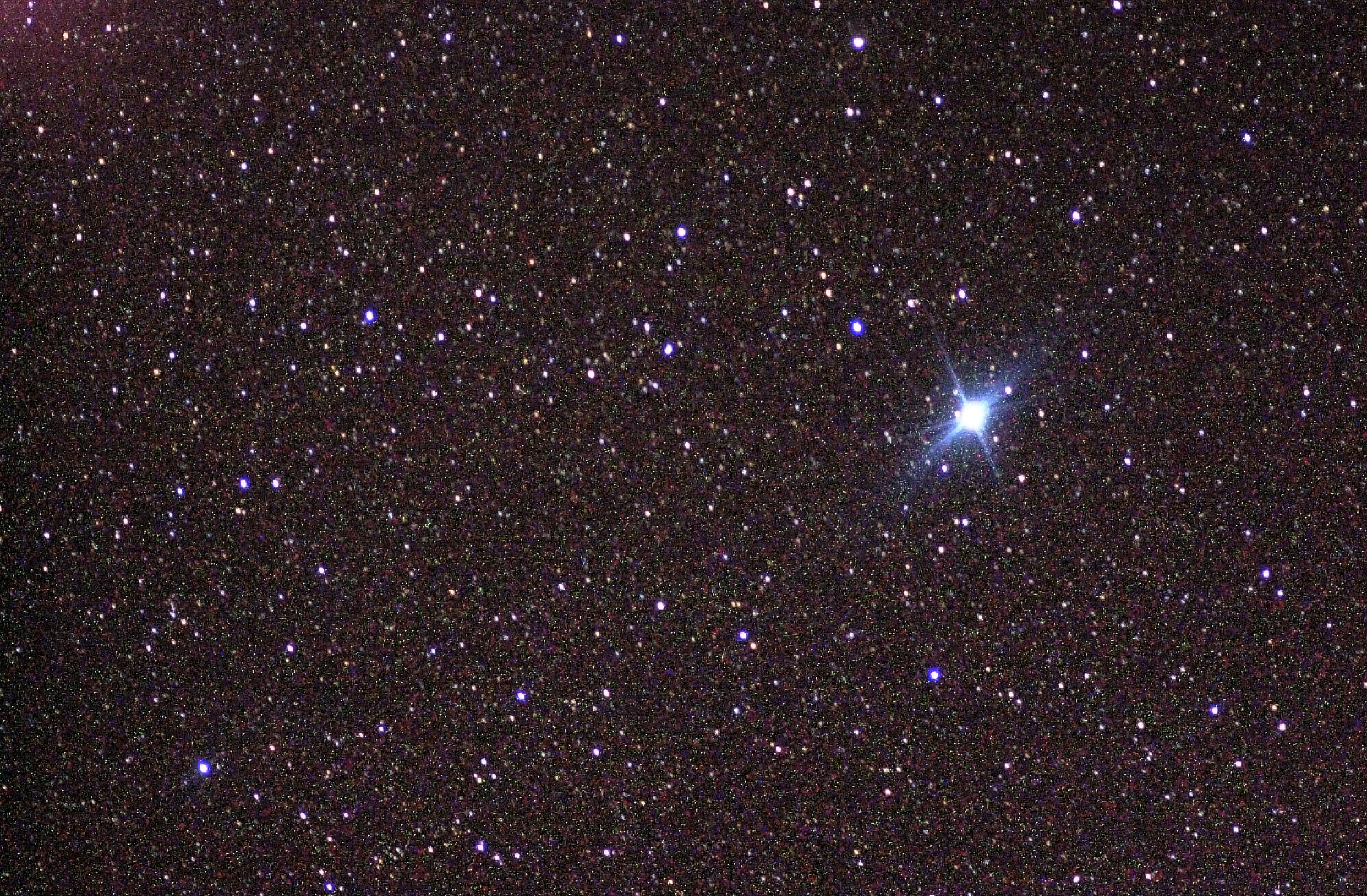
노인성(老人星): 카노푸스라고도 한다

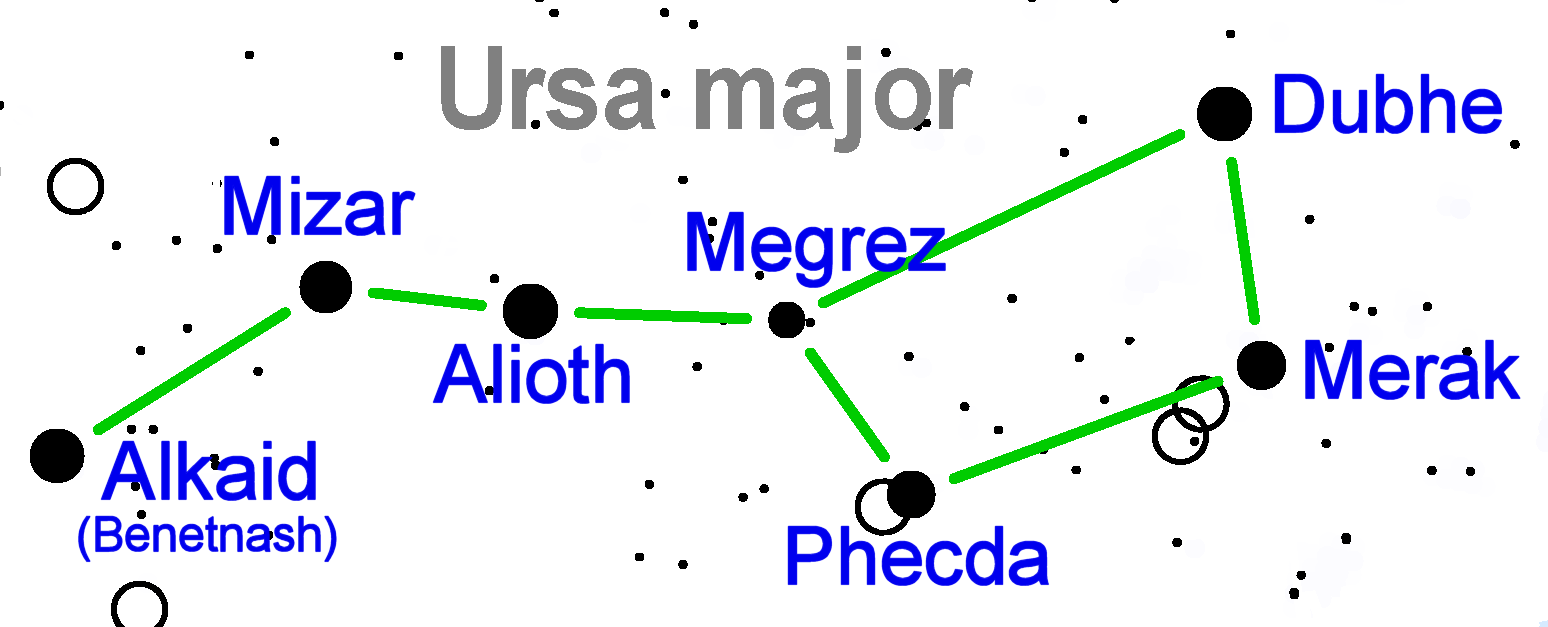
큰곰자리의 북두칠성 부분: 북두칠성(北斗七星)은 줄여서 북두(北斗)라고도 하는데 북두는 북쪽의 국자라는 뜻이다

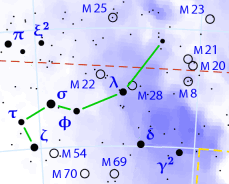
남두육성(南斗六星)은 두수(斗宿) 또는 남두(南斗)라고도 하는데, 남두는 남쪽의 국자라는 뜻이다

고려의 도교는 북송(960~1126) 휘종(재위 1100~1125) 대관 4년(1110년), 즉 고려 예종(재위 1105~1122) 5년에 도사 2명이 고려로 와서 복원궁(福源宮)을 세우고 제자를 선택하여 서도(書道)를 가르친 것이 그 시초이다.  이 궁은 국가가 마련한 도관으로서 재초(齋醮: 도교의 기도 의식)의 장소이고 거기에 우류(羽流: 도교도) 10여 명이 있었는데, 재초는 북송의 재초를 모방한 것이었다.
그 이전에도 고려 현종(재위 1009~1031) · 문종(재위 1046~1083) · 선종(재위 1083~1094) · 숙종(재위 1095~1105) 때에 구정(毬庭: 궁중 안의 넓은 격구장)에서나 회경전(會慶殿)에서 초제(醮祭)를 올렸는데 초제의 대상은 태일(太一)이었다. 그런데 재초(齋醮: 도교의 기도 및 제사 의식)의 장소가 곧 도관이었던 것 같다.  복원궁 외에도 대청관(大淸觀) · 정사색(淨事色) · 구요당(九曜堂) 등은 도관으로서 초제의 장소이고 거기에 우류가 머물렀다.
또 초제를 고려 정종(재위 1034~1046)이 남쪽 교외에서, 예종(재위 1105~1122)이 남단(南端?, 南壇?)에서, 의종(재위 1146~1170)이 내전(內殿: 궁중 안에 임금이 거처하는 집)에서 올렸는데 이 장소는 도관이 아니었던 것 같고 노인성(老人星)이 그 제사의 대상이었다.  이 별은 수성(壽星: 천구의 남극 부근에 있어 2월 무렵에 남쪽 지평선 가까이에 잠시 보이는 별)으로서 천하가 태평한 때에 나타나고 사람들의 소원 달성을 위한 기도의 대상이었으며 7복신(七福神) 중 하나였다.
그리고 북두(北斗)도 초제의 대상으로서 죽음을 관장하는 신이고, 남두(南斗)는 생명을 다스리는 사명신(司命神)이었다.  따라서 사람은 어머니의 태내에 머물게 되면 모두 북두로부터 남두에로 향하므로 북두에 소원을 아뢴다.  이 신앙에서 사명신이 세상에 나타나는 사실을 알 수 있다.
이런 관제의 교단 도교의 형세는 조선에서도 다름이 없었다.  도관은 소격서(昭格署)가 되고 여기에 전대의 여러 재초소(齋醮所: 도교의 기도 의식 장소, 국가에서 유사시 제사를 지내는 곳)가 합쳐 하나가 되었다.  관리인 도사가 배속되고 그에 의해서 초제가 집행되었으나 초제는 고려 시대와 다름없이 병환이나 재난을 없애거나 미리 막고 국가 안태를 기원하는 것이 목적이었다.  그런데 조선 시대에서 도교는 때때로 성리학과 대립하여 세력이 꺾였다.
이상의 고려 시대와 조선 시대의 교단 도교는 역대의 중국 도교처럼 어떤 개인에 의해서 창교되어 국가와는 별개의 종교로서의 성격을 가진 것이 아니라 국가의 제례를 위한 국가적 일반 정치 · 행정 기구의 하나에 불과했고, 고려 시대와 조선 시대 모두에서 국왕의 신봉 여부에 따라 흥쇠를 반복했다.

### 한국의 민중 도교
교단 도교가 전래되기에 앞서 중국 전국시대의 굴원(기원전 340~278)이 "진인(眞人)의 체덕(體德)을 귀히 여기고 왕세(往世: 지난 지 꽤 오래된 때)의 등선(登仙)을 부러워한다"고 말한 후세의 단정파(丹鼎派: 선도 · 신선술을 수행하는 파) 도교의 방술과 신선술 등의 수행법과 점험파(占驗派: 사주 · 점 · 관상 · 풍수 · 한방 · 침뜸을 행하는 파)와 부록파(符錄派: 부적 · 주문을 이용해 기복을 구하는 파) 도교의 성상(星相) · 복서(卜筮) · 점험(占驗) · 숙명(宿命) · 수선(修仙) 등의 신앙이 일찍이 고대 사회에 전파되어 민중 사이에 유행되었다.
대조를 타고 하늘로 날아가는 인물이 그려져 있는 고구려의 강서 고분벽화라든지 백제의 와전 속의 산경전이라든지 혹은 신라의 선도성모(仙桃聖母)나 서왕모 등의 신앙이 교단 도교 이전의 것들이다.  선도성모는 날아다니는 여자 선인이다.  서왕모는 득도하거나 선인이 된 여자들을 통솔하는 최고의 선인이며, 남자의 최고 선인인 동왕부(東王父)와 함께 음양의 부모이고 천지의 본원이다.
17세의 몸으로서 홀로 석굴 속에 들어가 나흘 동안 몸을 깨끗이 하고 하늘에 맹세하면서 선도를 닦고 있던 김유신에게 갈색 옷을 입은 노인 난승(難勝)이 나타나서 방술의 비법을 가르쳤고, 연박산 깊은 산골짜기에 들어가서 향불을 피우고 기도하던 김유신의 보검에 영적인 빛이 실리고 사흘되는 날 밤 허성(虛星)과 각성(角星)의 빛이 그 칼 위에 드리우니 보검이 저절로 움직이는 듯하였다는 것은 선도의 방술과 선인의 출현에 따르는 천인감응사상을 보여 주며 단정파(丹鼎派: 선도 · 신선술을 수행하는 파)의 신앙을 방불케 한다.
노인 출현의 신앙은 신인 신앙(神人信仰)을 일으키기도 한다.  고구려의 보장왕이 도교에만 혹했을 때에 신인이 고구려의 마령(馬嶺)에 나타나서 그 나라 사람에게 너의 나라가 얼마 못 가서 망하리라고 말했다는 신인 출현이 바로 그 예이다.
세시적(歲時的)인 도교로서는 정월에 수성(壽星) · 선녀(仙女) · 직일신장(直日神將)의 그림이나 도끼와 절월(節鉞)을 들고 있는 김(金) · 갑(甲)의 두 장군이나, 갈(葛)과 주(周) 두 장군의 문배(門排)는 모두 민간에 유행하였던 도교적 신앙이고 모두 벽사의 신앙적 행위이며, 부록파(附錄派: 부적 · 주문을 이용해 기복을 구하는 파) 계열의 신앙에 따른 것이다.

## 역사

### 도교의 기원
도교는 본래 민간 신앙을 기반으로 하여 일어난 중국의 자연 종교이다. 도교는 정령 숭배를 기반으로 하여 신선 사상을 중심으로 삼고, 거기에 도가 · 역 · 음양오행 · 복서 · 참위 · 점성 등의 사상 및 이론과 무격(巫覡: 무당과 박수) 신앙을 가미하고, 다시 그 위에 불교의 체제와 조직을 본떠 결합한, 불로장생을 주목적으로 하는 한편 수(壽: 장수) · 복(福: 오복) · 록(祿: 높은 벼슬)을 구하는 현세이익적인 자연 종교이다.
이 자연 종교로서의 도교는 후대에 종교 교단으로서의 체제와 조직을 갖추어 교단 도교가 되었다. 즉, 도교 경전으로서의 《도장》, 도교 사원으로서의 도관), 도교의 성직자 또는 전문적인 종교인으로서 도사 · 여도사의 체제를 갖추어 성립적(成立的) 종교 또는 교단적 종교가 되었다. 시간이 흐르면서 시대에 따라 도사들 간에 주장의 차이가 생겨나고 이에 따라 많은 분파가 생겼다. 1910년 경에는 중국에서 140여 개의 도교 종파가 있었다. 이 종파 종교를 성립 도교 또는 교단 도교라 부르고 이에서 벗어난 도교 및 그 집단을 민중 도교라고 부른다.
민중 도교는 매우 강한 주술성을 보이며, 고타마 붓다 · 공자 · 관음보살 · 예수 · 무함마드 · 관우 · 토지신 등에 대한 개인적인 신앙을 토대로 형성된 보권(寶卷) 계통의 성격을 띤 종교이다. 민중 도교에 속하는 분파 또는 단체로는 무위교(無爲敎) · 원돈교(圓頓敎) · 홍양교(弘陽敎) · 선천교(先天敎) · 구궁도(九宮道) · 금단팔괘도(金丹八卦道) · 일관도(一貫道) 등이 있는데, 이들은 전적으로 현세이익적이다.

### 삼국 시대

#### 백제
성립 도교 또는 교단 도교가 전래된 시기는 정확하지 않으나 백제의 장군 막고해(莫古解: 4세기)가 고구려 군사를 추격하던 끝에 태자에게 도가의 말을 들은 적이 있다고 하며, "만족할 줄 알면 욕되지 않고 그칠 줄 알면 위태롭지 않다(知足不辱 知止不殆)"고 한 간언은 노자의 《도덕경》에 있는 사상이고 신앙적이라기보다는 도덕적인 것이다. 이런 도덕적 간언은 그 당시(375년) 이전에 흔히 적용되었을 것으로 생각된다.
이와 같은 간언보다 산경전에 그려져 있는, 단계적으로 중첩되어 있는 세 봉우리, 산 밑에 돌기되어 있는 암석, 산 꼭대기에 총립(叢立)한 나무, 중앙에 있는 집 한 채와 인물은 다분히 백제에 전래된 도교를 암시하여 준다.

#### 고구려
《삼국사기》 제20권에 따르면 고구려 영류왕은 즉위 7년(624)에 당나라의 도사를 맞이하여 노자의 도법을 강론하게 하고 천존상을 봉안했으며, 왕과 나라 안 사람들 수천 명이 청강했다.
고구려의 마지막 왕인 보장왕 2년(643)에는 대신 연개소문의 권청으로 당나라 도사 숙달 이하 여덟 명을 맞아 불교 사찰을 취하여 거기에 거처하게 했었는데 이것은 불교 사원을 도관으로 삼았다는 것을 의미한다. 그래서 고구려의 이름난 승려 보덕화상은 나라가 도교를 숭상하고 불법을 믿지 않는다 하여 백제로 옮아갔었다. 그런데 고구려 말년에 성한 도교는 《삼국유사》 〈보장봉로조〉의 〈고려본기〉에서 전하는 기록에 의하면 오두미교였다.
위의 기록 등으로 미루어 당시의 도교는 무엇보다도 천존상을 중시하였음을 알 수 있는데, 천존이라 하면 원시천존을 뜻한다. 이 천존은 최고의 천(天)인 대라천(大羅天)에 속하는 최고 존재이고 우주를 지배하는 자로서 그 아래에 36천을 각기 지배하는 지배자들을 거느리고 있다. 따라서 강론했다는 도법은 도교의 우주관의 설명이었을 것이다. 즉, 우주의 성립과, 하늘과 땅 사이에 있는 만물의 근원이 되는 도(道)의 발생과 그 전개, 대라천 이하 36개 천계의 종류와 이름과 그 모양, 그리고 천계에 있는 신들이나 선인(仙人), 지옥의 모습, 북두칠성과 북극성 등에 관한 설명이다. 이것이 도교 교학에 속하는 부문이다.
그리고 오두미교라고 해도 전입된 것은 장릉이 창건한 최초의 오두미교가 아니라 상당히 수정되고 발전된 것이었다. 당나라 조정은 도교를 특별히 보호했는데 모산파라고도 불린 상청파에 기울었다.
한편 고구려의 강서고분 벽화에는 세 산을 향하여 큰 새를 타고 반공(半空)을 날아가는 인물이 그려져 있다. 이것을 보면 당시 선인으로 화해서 몸이 가벼워져 하늘로 날아 선궁(仙宮)에 들어가는 신앙이 있었음을 추측케 한다.

#### 신라
고구려의 고분 등에서 보이는 선인 사상은 신라에서 더욱 성했던 것으로 여겨진다. 《삼국사기》 진평왕 9년조에 따르면, 진평왕 때(587)에 대세(大世)와 구칠(九柒)이 "명산을 찾아 도를 닦아서 범인의 몸을 벗어나 신선의 도를 배울 것 같으면 표연히 바람을 타고 하늘 밖으로 날아갈 것이다" 등의 이야기를 서로 주고받다가 서로 벗이 되어 배를 타고 남해로부터 가버렸는데 그들의 간 곳을 알지 못하였다고 하였다. 여기에서 선인 · 승천 · 둔갑의 사상을 찾아 볼 수 있게 된다. 이와 같은 선인이 되게 하는 것을 도술(道術)이라고 한다. 선인(仙人) 또는 신선(神仙)의 선(仙)은 한자로 인(人)과 산(山)으로 되어 있는 글자인데 산에 있는 것으로 믿어진다.
또한, 일찍이 신선의 도술을 배워 해동에 와서 지선(地仙)이 된 중국 제실의 딸 사소(娑蘇)가 서연산(西鳶山)에 살고 있다는 설화가 《삼국유사》 감통제7에 나온다. 이것은 선도신모(仙桃神母)의 사상인데 신모는 나라를 돕고 여러 가지 신령함과 이적을 나타내어 당시 신라 민중들의 숭배 대상이 되었던 것이다. 이 신앙 뒤에는 선인이 여기저기로 날아다닐 수 있다는 신앙과 날아와서 멈출 때 그 몸을 드러내는 선인현현(仙人顯現)의 신앙이 깔려 있다.
그 예를 김유신과 그의 어머니인 만명(萬明)의 설화가 보여준다. 《삼국사기》 권41에 따르면, 김유신의 아버지의 꿈속에 두 별이 나타났고 그의 어머니의 꿈에 금빛 갑옷을 입은 동자가 구름을 타고 하늘에서 내려왔다. 또 김유신은 중악(中嶽)의 석굴 속에서 수도하는 도중에 난승(難勝)이라 불리는 갈의를 입은 노인으로부터 방술의 비법을 배웠다. 그때 산 위를 오색의 찬란한 빛이 싸돌고 있었다.
신라 시대의 도교 상황은 조선 명종 때의 도사 조여적(趙汝籍)이 찬한 《청학집》이 전하여 준다. 도교의 종교적 집단이 형성되었는지 여부는 알 수 없으나 도교의 신앙과 사상이 학식 있는 사람들의 환영을 받았다는 것만은 알 수 있다. 이들이 받아들인 것은 첫째로 선인 사상 또는 신앙이다. 선인은 영랑(永郞)과 같이 나이가 90이 되어도 어린아이의 피부를 하고 있으며, 백로의 깃으로 만든 관을 쓰고 철죽(鐵竹) 단장(短杖)을 짚고 호수로 산으로 소요하며, 신녀(神女) · 보덕(寶德) 또는 호공(瓠公)과 같이 바람을 제어하거나 옷으로 바람을 일으켜 비를 부르고 금수를 쫓거나 꾸짖는다. 옥을 삶아서 가지나물과 같이 먹기도 한다. 김가기(金可紀)는 수련한 끝에 매일 밤 독방에서 선관선녀(仙官仙女)들과 담소하다가 승천하기도 하였다. 김암(金巖)은 둔갑입성법(遁甲立成法)으로 외적을 물리쳤다. 그런데 이와 같은 선인이나 방사 · 술사는 진인(眞人)이라 하여 신앙의 대상이 되었던 것 같다. 환인(桓仁)을 동방 최초의 선도의 조사로서 진인이라고 믿었던 것이다. 현실적인 탁월한 인물을 선인화하여 진인으로 모시고 선인적인 온갖 요소를 부여한다. 이런 사고 속에서 어떤 수양으로써 사람들이 선인이 될 수 있다는 생각에 이르게 되었다.

### 고려 시대

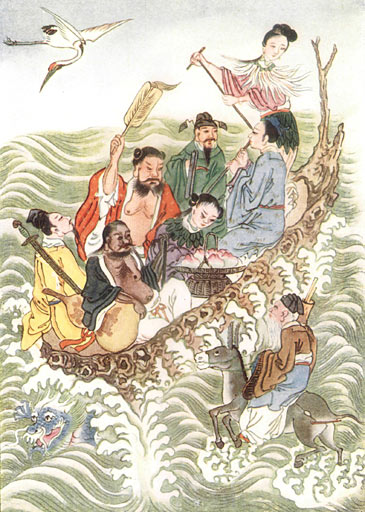
바다를 건너고 있는 중국의 팔선: 고려의 팔선은 중국의 팔선과는 달리 불교의 부처보살우바이 등이 도교의 선인이 되었다

고려 시대에서 종교다운 도교는 16대 예종(재위 1105~1122) 때 송나라 휘종(재위 1100~1125) 대관 4년에 도사 두 명을 보내온 데서부터 시작된다. 그 때에 고려인 이중약(李仲若)이 송나라에 가서 황대충(黃大忠)을 모시면서 가르침을 받다가 도를 이루었다. 그러나 그 이전에도 천지산천에 초례(醮禮)를 올리는 풍습은 계속 이어져 왔었다.
도교는 고려 인종(재위 1123~1146) 때에 성하였다. 이때 도교는 이전 보다 더 제도적이 되었다. 사상으로서는 8성(八聖) · 8선(八仙)의 사상이 있고 술수사상(術數思想)으로서 음양오행 · 도참 · 상지(相地)가 있는 동시에 초재의 제사법이 마련되고 궁중의 도교 행사를 맡는 도관이 성립되었다.
인종은 서경의 임원궁궐(林原宮闕) 안에 8성당(八聖堂)을 짓고 각 당에 다음의 선인들을 모셨는데 이들은 모두 불교의 부처 · 보살 · 우바이 등이다.
1. 호국백두악　태백선인 실덕 문수사리보살(護國白頭嶽 太白仙人 實德 文殊師利菩薩)
2. 용위악　육통존자 실덕 석가불(龍圍嶽 六通尊者 實德 釋迦佛)
3. 월성악　천선 실덕　대변천신(月城嶽　天仙 實德　大變天神)
4. 구려평양　선인 실덕　연등불(駒麗平壤　仙人 實德　燃燈佛)
5. 구려목멱　선인 실덕　비파시불(駒麗木覓　仙人 實德　毗婆尸佛)
6. 송악　진주거사 실덕　금강색보살(松嶽　震主居士 實德　金剛索菩薩)
7. 증성악　신인 실덕　늑차천왕(甑城嶽　神人 實德　勒叉天王)
8. 두악　천녀 실덕　부동우바이(頭嶽　天女 實德　不動優婆夷)

위의 선인(仙人)들의 이름을 보면, 각 산에 선인의 이름과 함께 불교의 부처나 보살의 이름을 덧붙여서 혼합적으로 이루어져 있는데, 산에 사람의 이름을 붙이는 것은 중국 도교의 습성이다. 예를 들면 원시천존은 낙정심(酪靜心)이란 이름이 붙는다.
또 8선궁이 송악산에 세워졌다는 것을 보아서 도관이 여기저기에 설치되었고, 이와 아울러 도장이 열렸음을 알 수 있다. 그런데 이 도장은 불교와 도교의 두 용도로 혼합되어 쓰였다.
그리고 고려의 여러 왕은 도교의 제례인 초재를 올렸다. 그 대상은 천지산천을 비롯하여 노인성(老人星) · 북두성(北斗星) · 태을(太乙) · 5방산해신군(五方山海神君)이었는데 모두 도교의 신들, 즉 신선들에게 빌어서 재앙을 물리치고 복을 부르는 영험과 이적이 있기를 바라는 것이었다. 초재는 복원관(福源觀) · 대청관(大淸觀) · 구요당(九曜堂) 등에서 집행되었는데 이 재에서 청사(靑詞)라고 하는 축문이 송창되었다. 한편 민중의 도교는 전래된 이적에 중점이 두어졌다.
한편 묘청의 난 이후 개경 정부의 단속이 강화되었을 것으로 보아 도교계도 다소 타격을 입었으리라고 추정된다.

### 조선 시대
조선 시대에 와서도 개성에 대청관을 세우고 한성에 천도하여 소격전(昭格殿)을 두어 3청(三淸)의 초재를 올렸다.
3청은 옥청(玉淸) · 상청(上淸) · 태청(太淸)을 가리키는 것으로 도교의 우주관에 연유한 사상이다. 이 교의에 따르면 처음에 1기(一氣)가 있었는데 이것이 3기(三氣)로 나뉘고 3천(三天)이 되었다. 1기가 대라천이고 3기는 청휘천(淸徽天) · 우여천(禹餘天) · 태적천(太赤天)인데 이것이 3청(三淸)이고 3경(三境)이다.
태원(太元)에 앞서 원시천존(元始天尊)이 생겼는데 그는 불멸이다. 이는 천황태일(天皇太一)이라고 부르기도 한다. 이들을 모두 삼청전(三淸殿)에 봉안하였다. 이 삼청전에는 그들 외에 수백에 달하는 신위들이 안치되었다. 그런데 임진왜란으로 자연히 이것들이 없어졌으나 민간에 관우 숭배가 전래되었다. 임진왜란이 끝난 뒤에는 남대문과 동대문 바깥에 관우묘를 세웠고 지방에도 여러 곳에 관우묘가 세워졌다.

### 일제 강점기
일제강점기에는 새로운 종교들이 발생하였는데 그 중에서 묘련사(妙蓮社)와 법련사(法蓮社)가 도교 계열에 속한다. 법련사는 100여 명이 결집한 단체로서 처음에는 불교적이었으나 나중에는 관성제군(關聖帝君) · 문창제군(文昌帝君) · 부우제군(孚佑帝君)을 받들어 모셨다.
이들 중 부우제군은 중국의 여순양(呂純陽)이 신선이 된 것이데 그는 《천둔(天遁)의 검법(劍法)》이란 악귀를 물리치는 비법과 《용호금단(龍虎金丹)의 비문(秘文)》이란 불로장생약을 만드는 심오한 비법을 전수 받고 둔갑을 할 수 있었다. 12세기 중엽에 성립한 중국의 전진교는 여순양을 종조로 모시는데 이것의 전래가 부우제군 신앙이다. 이 선인 신앙은 수선(水仙) · 지선(地仙)신앙으로 확대되기도 했다.

### 현대
해방 이후 1950년대에 중국의 도교의 한 파가 한국에 전래되었다. 한편 한국 국내에서도 도교 단체들이 몇 개 생겨 오늘날에 이르고 있다. 따라서 오늘날 한국에는 중국 계열을 잇는 도교 단체들과 한국 국내에서 발생한 도교 단체들의 두 종류가 있게 되었다. 전자는 중국식 의례 · 교리에 치우치고 후자는 불교 · 유교 · 무(고유 민간 신앙)가 혼합된 교리에 유교식 의례를 중심으로 삼고 있다.
집단으로서의 도교는 역사적으로나 오늘날에 있어서나 다른 종교 집단과 같이 사회의 표면에 뚜렷하게 부각되지는 않고 있으나 민간 신앙에서의 도교적 요소는 매우 짙다. 조선의 세시 풍속에서 몇 가지 예를 찾아보면, 설날에 신다(神茶) · 울루(鬱壘)의 모습을 도부(桃符)에 그려서 문에 걸어 흉악한 귀신을 쫓았다는 풍습은 도교의 황제(黃帝)가 악귀를 막기 위해 대문에 세웠다는 데서 유래한다. 유두날에 창포를 사용한다는 것도 도교에서 단오날에 창포술을 마시고 악귀를 방어한다는 신앙에 근거를 둔 것이다. 또 태산5악(泰山五嶽)이나 3신(三神) 신앙에서 태산 · 5악 · 3신은 모두 도교의 주요한 신들이다.
한편 도교 교학의 한 부문인 벽곡 신앙은 오늘날 민간 신앙에서의 생식(生食) · 장생(長生) 신앙에 통하고, 도교 교학의 복이(服餌)신앙도 오늘날의 신흥 종교에서 단사(丹砂)를 청수(淸水: 맑은 물)로 먹는 것과 일치한다. 죽지 않고 화천(化天: 천계에 태어나다)한다는 신앙도 다분히 도교적이다.
1990년대 중화인민공화국의 수교가 재개된 후 용문파, 현무파 등의 기공 보급을 중심으로 종교 활동을 하는 사람들이 생겼다.

## 같이 보기
- 도교
- 한국의 불교
- 한국의 유교
- 이규경

## 참고 문헌
- 이 문서에는 다음커뮤니케이션(현 카카오)에서 GFDL 또는 CC-SA 라이선스로 배포한 글로벌 세계대백과사전의 "한국의 도교〔서설〕" 항목을 기초로 작성된 글이 포함되어 있습니다.
- 이 문서에는 다음커뮤니케이션(현 카카오)에서 GFDL 또는 CC-SA 라이선스로 배포한 글로벌 세계대백과사전의 張秉吉씨가 쓴  "한국도교의 역사" 항목을 기초로 작성된 글이 포함되어 있습니다.